# Theodor Hamacher
Theodor Hamacher (ur. 27 sierpnia 1825 w Düsseldorfie, zm. 19 marca 1865 we Wrocławiu) – niemiecki malarz.

## Życiorys
Urodził się w rodzinie litografa Johanna Petera Josepha i Anny Marii z d. Durong. Wstąpił do Akademii Sztuk Pięknych w swoim rodzinnym mieście, gdzie uczył się malarstwa u Wilhelma Schadowa. Po studiach został zatrudniony w 1846 jako malarz nadworny Oldenburgów, władców Wielkiego Księstwa Oldenburga. Posadę tę piastował do 1854 r., w międzyczasie zrealizował (wspólnie z Raphaelem Schallem) zlecenie na restaurację fresków w kaplicy Zmartwychwstania w katedrze wrocławskiej w latach 1851–1852. W kolejnych latach związał się z Wrocławiem, tworząc na zlecenie biskupa wrocławskiego Heinricha Förstera. Miał dwóch synów, którzy też zostali malarzami – Alfreda (ur. 1862) oraz Willy’ego (ur. 1865).

## Twórczość

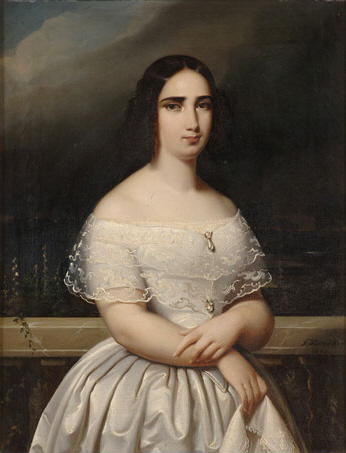
Portret Cecylii von Oldenburg pędzla Hamachera

Specjalizował się w portretach, malarstwie historycznym i religijnym. W zakresie malarstwa religijnego reprezentował dusseldorfską szkołę nazareńczyków. W 1865 prezentował kobiecy portret swojego autorstwa na wystawie w Królewskiej Akademii Sztuk Pięknych w Londynie. Dla kościoła św. Wojciecha we Wrocławiu namalował ok. 1855 obraz św. Jadwigi dla bocznego ołtarza oraz 4 wielkie (wysokość 3,7 m) olejne obrazy apostołów: Bartłomieja, Macieja, Pawła i Piotra (1860). Żaden z nich się nie zachował. W zbiorach Muzeum Zamkowego w Pszczynie znajduje się portret hrabiny Joanny Jadwigi von Ballestrem jego autorstwa.